# Museo dei Madonnari
Il museo dei Madonnari è un museo d'arte situato a Grazie, in provincia di Mantova, destinato a conservare l'arte degli artisti di strada, i Madonnari.

## Contenuti
Contiene al suo interno numerose opere di Maestri Madonnari: Vittorio Caringella, Francesco Morgese, Francesco Prisciandaro, Toto De Angelis, Kurt Wenner, Mariano Bottoli. Si apre a poca distanza dalla piazza del Santuario delle Grazie dove annualmente si svolge l'Incontro Nazionale dei Madonnari.